# Championnats des quatre continents de patinage artistique 2011
Navigation
Édition précédente Édition suivante
Les championnats des quatre continents 2011 ont lieu du 15 au 20 février 2011 à l'Arena de Taipei à Taïwan.

## Qualifications
Les patineurs sont éligibles à l'épreuve s'ils représentent une nation non européenne membre de l'Union internationale de patinage (International Skating Union en anglais) et s'ils ont atteint l'âge de 15 ans avant le 1er juillet 2010 dans leur pays de naissance. La compétition correspondante pour les patineurs européens est le championnat d'Europe 2011. Les fédérations nationales sélectionnent leurs patineurs en fonction de leurs propres critères, mais l'Union internationale de patinage exige un score minimum d'éléments techniques (Technical Elements Score en anglais) lors d'une compétition internationale avant les championnats des Quatre Continents.

### Score minimum d'éléments techniques
L'Union internationale de patinage stipule que les notes minimales doivent être obtenues lors d'une compétition internationale senior reconnue par elle-même au cours de la saison en cours ou précédente.
| Score minimum d'éléments techniques                                                         | Score minimum d'éléments techniques | Score minimum d'éléments techniques |
| Discipline                                                                                  | Programme court                     | Programme libre                     |
| Messieurs                                                                                   | 20.00                               | 35.00                               |
| Dames                                                                                       | 15.00                               | 25.00                               |
| Couples                                                                                     | 17.00                               | 30.00                               |
| Danse sur glace                                                                             | 17.00                               | 28.00                               |
| ------------------------------------------------------------------------------------------- | ----------------------------------- | ----------------------------------- |
| Les scores des programmes courts et libres peuvent être obtenus à différentes compétitions. |                                     |                                     |

### Nombre d'inscriptions par discipline
Chaque nation membre qualifiée peut avoir jusqu'à trois inscriptions par discipline.

## Podiums
| Épreuves                            | Or                          | Argent                          | Bronze                         |
| ----------------------------------- | --------------------------- | ------------------------------- | ------------------------------ |
| Messieurs résultats détaillés       | Daisuke Takahashi           | Yuzuru Hanyu                    | Jeremy Abbott                  |
| Dames résultats détaillés           | Miki Ando                   | Mao Asada                       | Mirai Nagasu                   |
| Couples résultats détaillés         | Pang Qing / Tong Jian       | Meagan Duhamel / Eric Radford   | Paige Lawrence / Rudi Swiegers |
| Danse sur glace résultats détaillés | Meryl Davis / Charlie White | Maia Shibutani / Alex Shibutani | Vanessa Crone / Paul Poirier   |

## Tableau des médailles
| Rang  | Nation     | Or | Argent | Bronze | Total |
| ----- | ---------- | -- | ------ | ------ | ----- |
| 1     | Japon      | 2  | 2      | 0      | 4     |
| 2     | États-Unis | 1  | 1      | 2      | 4     |
| 3     | Canada     | 0  | 1      | 2      | 3     |
| 4     | Chine      | 1  | 0      | 0      | 1     |
| Total | Total      | 4  | 4      | 4      | 12    |

## Détails des compétitions

### Messieurs

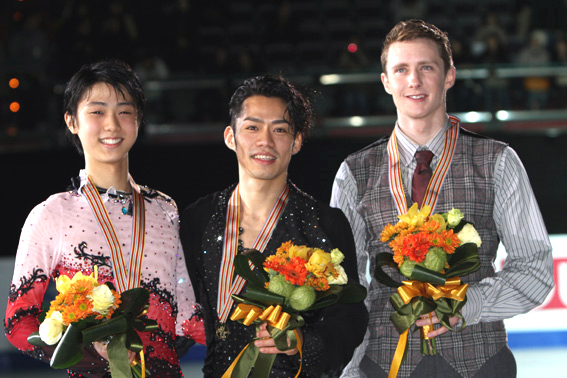
Podium des Messieurs

| Rang | Nom                  | Nation         | Points | Programme court | Programme court | Programme libre | Programme libre |
| ---- | -------------------- | -------------- | ------ | --------------- | --------------- | --------------- | --------------- |
| 1    | Daisuke Takahashi    | Japon          | 244.00 | 1               | 83.49           | 1               | 160.51          |
| 2    | Yuzuru Hanyu         | Japon          | 228.01 | 3               | 76.43           | 3               | 151.58          |
| 3    | Jeremy Abbott        | États-Unis     | 225.71 | 2               | 76.73           | 4               | 148.98          |
| 4    | Takahiko Kozuka      | Japon          | 223.52 | 6               | 66.25           | 2               | 157.27          |
| 5    | Adam Rippon          | États-Unis     | 210.01 | 4               | 72.71           | 5               | 137.30          |
| 6    | Guan Jinlin          | Chine          | 201.98 | 9               | 64.68           | 6               | 137.30          |
| 7    | Armin Mahbanoozadeh  | États-Unis     | 200.67 | 5               | 66.40           | 9               | 134.27          |
| 8    | Wu Jialiang          | Chine          | 199.78 | 10              | 63.30           | 7               | 136.48          |
| 9    | Song Nan             | Chine          | 195.13 | 12              | 60.47           | 8               | 134.66          |
| 10   | Shawn Sawyer         | Canada         | 192.94 | 7               | 65.71           | 10              | 127.23          |
| 11   | Kevin Reynolds       | Canada         | 191.55 | 8               | 65.47           | 11              | 126.08          |
| 12   | Misha Ge             | Ouzbékistan    | 182.06 | 13              | 58.60           | 12              | 123.46          |
| 13   | Abzal Rakimgaliev    | Kazakhstan     | 180.75 | 11              | 60.95           | 13              | 119.80          |
| 14   | Joey Russell         | Canada         | 171.18 | 14              | 57.67           | 15              | 113.51          |
| 15   | Kim Min-Seok         | Corée du Sud   | 168.59 | 15              | 53.67           | 14              | 114.92          |
| 16   | Mark Webster         | Australie      | 143.54 | 16              | 48.26           | 16              | 95.28           |
| 17   | Jordan Ju            | Taipei chinois | 134.33 | 18              | 44.37           | 17              | 89.96           |
| 18   | Brendan Kerry        | Australie      | 125.64 | 17              | 45.45           | 19              | 80.19           |
| 19   | Wun-Chang Shih       | Taipei chinois | 120.96 | 19              | 40.36           | 18              | 80.60           |
| 20   | Stephen Li-Chung Kuo | Taipei chinois | 117.96 | 20              | 37.82           | 20              | 80.14           |

### Dames

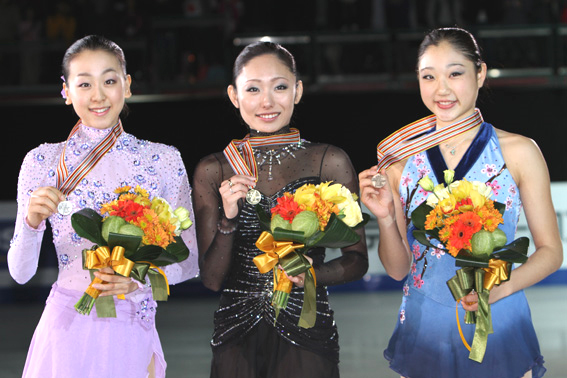
Podium des Dames

| Rang                                          | Nom                      | Nation         | Points | Programme court | Programme court | Programme libre | Programme libre |
| --------------------------------------------- | ------------------------ | -------------- | ------ | --------------- | --------------- | --------------- | --------------- |
| 1                                             | Miki Ando                | Japon          | 201.34 | 1               | 66.58           | 1               | 134.76          |
| 2                                             | Mao Asada                | Japon          | 196.30 | 2               | 63.41           | 2               | 132.89          |
| 3                                             | Mirai Nagasu             | États-Unis     | 189.46 | 4               | 59.78           | 3               | 129.68          |
| 4                                             | Rachael Flatt            | États-Unis     | 180.31 | 3               | 62.23           | 4               | 118.08          |
| 5                                             | Alissa Czisny            | États-Unis     | 168.81 | 5               | 58.94           | 5               | 109.87          |
| 6                                             | Cynthia Phaneuf          | Canada         | 163.14 | 7               | 55.65           | 6               | 107.49          |
| 7                                             | Akiko Suzuki             | Japon          | 162.59 | 6               | 57.64           | 7               | 104.95          |
| 8                                             | Kwak Min-Jeong           | Corée du Sud   | 147.15 | 8               | 50.47           | 8               | 96.68           |
| 9                                             | Amélie Lacoste           | Canada         | 137.48 | 9               | 50.06           | 9               | 87.42           |
| 10                                            | Cheltzie Lee             | Australie      | 127.90 | 10              | 48.72           | 10              | 79.18           |
| 11                                            | Myriane Samson           | Canada         | 121.20 | 11              | 46.33           | 11              | 74.87           |
| 12                                            | Yun Yea-Ji               | Corée du Sud   | 111.86 | 12              | 39.37           | 12              | 72.49           |
| 13                                            | Geng Bingwa              | Chine          | 104.58 | 13              | 39.20           | 16              | 65.38           |
| 14                                            | Zhu Qiuying              | Chine          | 102.38 | 16              | 35.08           | 15              | 67.30           |
| 15                                            | Lejeanne Marais          | Afrique du Sud | 101.90 | 19              | 31.99           | 13              | 69.91           |
| 16                                            | Kim Chae-Hwa             | Corée du Sud   | 101.79 | 17              | 33.76           | 14              | 68.03           |
| 17                                            | Victoria Muniz           | Costa Rica     | 99.40  | 15              | 35.45           | 17              | 63.95           |
| 18                                            | Melinda Wang             | Taipei chinois | 96.15  | 14              | 36.51           | 18              | 59.64           |
| 19                                            | Mimi Tanasorn Chindasook | Thaïlande      | 91.54  | 18              | 33.73           | 20              | 57.81           |
| 20                                            | Jaimee Nobbs             | Australie      | 89.93  | 20              | 31.94           | 19              | 57.99           |
| 21                                            | Crystal Kiang            | Taipei chinois | 86.60  | 21              | 31.89           | 21              | 54.71           |
| 22                                            | Mericien Venzon          | Philippines    | 84.17  | 22              | 30.64           | 22              | 53.53           |
| 23                                            | Melanie Swang            | Thaïlande      | 82.08  | 23              | 29.50           | 23              | 52.58           |
| 24                                            | Chaochih Liu             | Taipei chinois | 78.28  | 24              | 28.52           | 24              | 49.76           |
| Patineuses éliminées après le programme court |                          |                |        |                 |                 |                 |                 |
| 25                                            | Tiffany Packard Yu       | Hong Kong      |        | 25              | 27.51           | NC              | NC              |
| 26                                            | Brittany Lau             | Singapour      |        | 26              | 26.61           | NC              | NC              |
| 27                                            | Taryn Jurgensen          | Thaïlande      |        | 27              | 26.28           | NC              | NC              |
| 28                                            | Reyna Hamui              | Mexique        |        | 28              | 23.73           | NC              | NC              |
| 29                                            | Mary Ro Reyes            | Mexique        |        | 29              | 22.22           | NC              | NC              |

### Couples

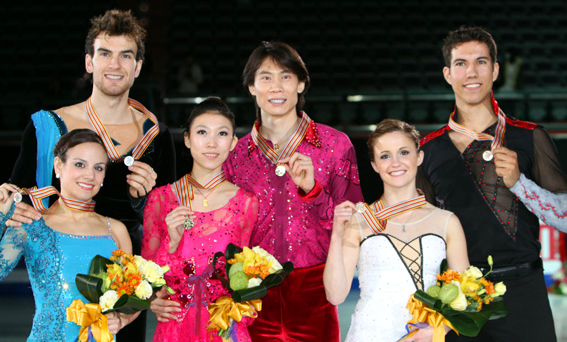
Podium des couples artistiques

| Rang | Nom                                     | Nation     | Points | programme court | programme court | programme libre | programme libre |
| ---- | --------------------------------------- | ---------- | ------ | --------------- | --------------- | --------------- | --------------- |
| 1    | Pang Qing / Tong Jian                   | Chine      | 199.45 | 1               | 71.41           | 1               | 128.04          |
| 2    | Meagan Duhamel / Eric Radford           | Canada     | 181.79 | 3               | 59.92           | 2               | 121.87          |
| 3    | Paige Lawrence / Rudi Swiegers          | Canada     | 171.73 | 2               | 59.98           | 4               | 111.75          |
| 4    | Caitlin Yankowskas / John Coughlin      | États-Unis | 166.97 | 4               | 55.25           | 5               | 111.72          |
| 5    | Kirsten Moore-Towers / Dylan Moscovitch | Canada     | 166.22 | 5               | 54.41           | 3               | 111.81          |
| 6    | Amanda Evora / Mark Ladwig              | États-Unis | 157.30 | 6               | 52.23           | 6               | 105.07          |
| 7    | Narumi Takahashi / Mervin Tran          | Japon      | 152.63 | 8               | 50.25           | 7               | 102.38          |
| 8    | Mary Beth Marley / Rockne Brubaker      | États-Unis | 144.46 | 10              | 45.60           | 8               | 98.86           |
| 9    | Zhang Yue / Wang Lei                    | Chine      | 138.93 | 7               | 50.61           | 10              | 88.32           |
| 10   | Dong Huibo / Wu Yiming                  | Chine      | 135.10 | 9               | 46.41           | 9               | 88.69           |

### Danse sur glace

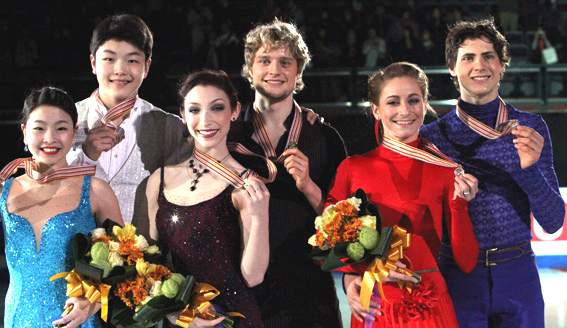
Podium de la danse sur glace

| Rang    | Nom                                    | Nation     | Points | Danse courte | Danse courte | Danse libre | Danse libre |
| ------- | -------------------------------------- | ---------- | ------ | ------------ | ------------ | ----------- | ----------- |
| 1       | Meryl Davis / Charlie White            | États-Unis | 172.03 | 2            | 69.01        | 1           | 103.02      |
| 2       | Maia Shibutani / Alex Shibutani        | États-Unis | 155.38 | 4            | 62.04        | 2           | 93.34       |
| 3       | Vanessa Crone / Paul Poirier           | Canada     | 151.83 | 5            | 61.66        | 3           | 90.17       |
| 4       | Kaitlyn Weaver / Andrew Poje           | Canada     | 151.14 | 3            | 65.45        | 4           | 85.69       |
| 5       | Madison Chock / Greg Zuerlein          | États-Unis | 142.44 | 6            | 57.14        | 5           | 85.30       |
| 6       | Huang Xintong / Zheng Xun              | Chine      | 130.29 | 7            | 52.93        | 6           | 77.36       |
| 7       | Yu Xiaoyang / Wang Chen                | Chine      | 125.75 | 8            | 50.58        | 7           | 75.17       |
| 8       | Guan Xueting / Wang Meng               | Chine      | 106.26 | 9            | 42.77        | 8           | 63.49       |
| 9       | Danielle O'Brien / Gregory Merriman    | Australie  | 104.69 | 10           | 42.67        | 9           | 62.02       |
| 10      | Corenne Bruhns / Benjamin Westenberger | Mexique    | 88.55  | 11           | 40.68        | 10          | 47.87       |
| 11      | Maria Borounov / Evgeni Borounov       | Australie  | 72.23  | 12           | 28.52        | 11          | 43.71       |
| Abandon | Tessa Virtue / Scott Moir              | Canada     |        | 1            | 69.40        |             |             |